# Brenzone
Brenzone là một đô thị ở tỉnh Verona trong vùng Veneto của Ý, có cự ly khoảng 120 km về phía tây của Venice và khoảng 35 km về phía tây bắc của Verona. Tại thời điểm ngày 31 tháng 12 năm 2004, đô thị này có dân số 2.494 người và diện tích là 50,1 km².
Đô thị Brenzone có các frazioni (các đơn vị trực thuộc, chủ yếu là các làng) Assenza, Biaza, Campo, Castelletto, Castello, Magugnano, Marniga, Porto, và Sommavilla.
Brenzone giáp các đô thị: Ferrara di Monte Baldo, Gargnano, Malcesine, San Zeno di Montagna, Tignale, Torri del Benaco, và Tremosine.